# Edo Terglav
Edo Terglav (né le 24 janvier 1980 à Kranj en République socialiste de Slovénie) est un joueur professionnel de hockey sur glace slovène devenu entraîneur. Il évolue au poste d'ailier. Après avoir joué dans les équipes de jeunes au Québec, il passe professionnel en 2001. International slovène, il revient en Slovénie en 2002. Deux ans plus tard, il signe en France aux Diables rouges de Briançon. Il est le capitaine de l'équipe remportant la Coupe de France 2010 et la Coupe de la Ligue 2012.

## Biographie
Edo Terglav est le fils de Brane Terglav qui a été double champion de Yougoslavie de cyclisme. La famille Terglav a nommé leur fils Edo en hommage à Eddy Merckx.

### Ses débuts en Amérique du Nord
Avant de partir en Amérique du Nord, Edo Terglav a notamment été formé en Haute-Carniole par l'entraîneur soviétique Sergueï Stolboun qui a longtemps travaillé dans les Balkans. De 1995 à 1997, il commence sa carrière dans la Ligue de hockey midget AAA avec les Lions du Lac Saint-Louis. En 1997, il est sélectionné en première position lors du repêchage européen de la Ligue canadienne de hockey par le Drakkar de Baie-Comeau, qui vient juste d'être créé.
Il débute alors dans la Ligue de hockey junior majeur du Québec. L'équipe termine avec le plus mauvais bilan de la ligue pour sa première saison. Terglav, quatrième pointeur de l'équipe inscrit quarante-quatre points. Pénalisé par une blessure au genou il ne joue que quarante-six parties. Puis, il est choisi en 1998 au cours du repêchage d'entrée dans la Ligue nationale de hockey par les Sabres de Buffalo au neuvième tour, en deux-cent-quarante-neuvième position. Il devient ainsi le premier joueur slovène de l'histoire à être repêché. Son coéquipier Bruno Saint-Jacques est également repêché par les Flyers de Philadelphie en deux-cent-treizième position. Il est convié au camp d'entraînement des Sabres au cours du mois de septembre. De retour avec le Drakkar, il joue quarante-huit des soixante-dix matchs de saison régulière pour vingt-neuf points, le neuvième total individuel de l'équipe.
En 1999, le Rocket de Montréal est créé. Il est repêché par cette équipe qu'il rejoint après avoir participé à son second camp d'entraînement avec les Sabres de Buffalo. Lors de sa première saison, il termine meilleur buteur de l'équipe avec trente-cinq réalisations. Il ajoute trente-neuf assistances pour accumuler soixante-quatorze points, ses meilleurs totaux au cours d'une saison dans la LHJMQ. Le Rocket ne se qualifie pas pour les séries éliminatoires.
Il représente la Slovénie aux différentes compétitions internationales depuis 2000. Cette année-là, il participe au Championnat du monde junior du groupe C. La sélection s'incline en finale du mondial C contre l'Autriche 6-2. Il est le troisième pointeur de l'équipe avec quatre points derrière Marcel Rodman à huit points et le défenseur Aleš Kranjc à cinq points.
La saison suivante, Terglav est promu capitaine. Il est le premier joueur non nord-américain à recevoir cette promotion dans la Ligue canadienne de hockey. Avec une moyenne d'un point par match lors de ses soixante-et-onze parties, il est le meilleur pointeur de l'équipe et le meilleur buteur (trente-deux buts). L'équipe dirigée par Gaston Therrien ne valide pas son ticket pour les séries éliminatoires. Mais la saison 2001 ne s'arrête pas pour autant pour le slovène. Il passe professionnel avec les Vipers de Détroit de la Ligue internationale de hockey. Deux buts pour une seule partie, et il rejoint les Chiefs de Johnstown de l'ECHL. Il participe à la fin de la saison régulière et à un match des séries de la Coupe Kelly. L'équipe est éliminée trois victoires à une par les Titans de Trenton au deuxième tour.
En septembre 2001, il participe au camp d'entraînement des Ice Pilots de Pensacola de l'ECHL mais n'est pas conservé dans l'effectif. Il signe alors avec les Scorpions du Nouveau-Mexique dans la Ligue centrale de hockey. Il ne joue que vingt-quatre parties pour six points pour l'équipe de Rio Rancho qui ne se qualifie pas pour les séries éliminatoires. En 2002, il est sélectionné pour le Championnat du monde senior. Le 26 avril 2002, il joue son premier match à ce niveau contre la Russie. L'équipe se maintient en élite en remportant la poule de relégation devant la Pologne, l'Italie, et le Japon. Le succès contre les nippons est la première victoire de l'histoire de cette nation à ce niveau de compétition, le 2 mai 2002.

### Retour en Slovénie
Il quitte l'Amérique du Nord en 2002 et rejoint au mois d'août le Neftekhimik Nijnekamsk en Russie en compagnie de Tomaž Razingar. Malgré sa volonté de rester à Nijnekamsk, le Neftekhimik se sépare des deux slovènes qui reviennent dans leur pays. Terglav signe à l'Olimpija Hertz Ljubljana, pensionnaire du championnat local, et qui est parallèlement engagé dans l'Interliga. En Interliga, le club s'incline en demi-finale contre l'Acroni Jesenice mais remporte la petite finale contre le club hongrois de Dunaferr SE Dunaújváros emmené par son pointeur Balázs Ladányi. En championnat, elle prend sa revanche sur Jesenice lors de la finale. Si les coéquipiers du meilleur pointeur de la ligue Tomaž Razingar remportent le premier match, Ljubljana remporte le troisième et le quatrième match à l'extérieur. Au cours de la quatrième manche, Terglav inscrit un doublé permettant à son équipe de remonter deux buts de retard. Le score de la série se clot sur la marque de 4-1. Terglav termine deuxième pointeur de Slovénie avec quarante-trois points. Lors du mondial 2003, il joue sur la troisième ligne d'attaque avec Ivo Jan et Dejan Kontrec. L'équipe de Slovénie, quinzième de l'épreuve, est reléguée en division 1.
En 2004, l'Acroni barre la route des coéquipiers de Terglav en demi-finales de l'Interliga mais l'équipe remporte le championnat quatre victoires à zéro contre le Slavija Ljubljana.
Lors du championnat du monde 2004 de division 1 groupe B, Terglav est aligné par le sélectionneur Kari Savolainen avec Gregor Polončič et Jurij Goličič sur le troisième bloc. Il enregistre ses premiers points dans un mondial. Il compte deux assistance et un but. Il marque ce but contre la Corée du Sud. À Gdańsk, les Lynx remportent la division 1B et remontent en élite pour 2005.

### Les Diables rouges de Briançon

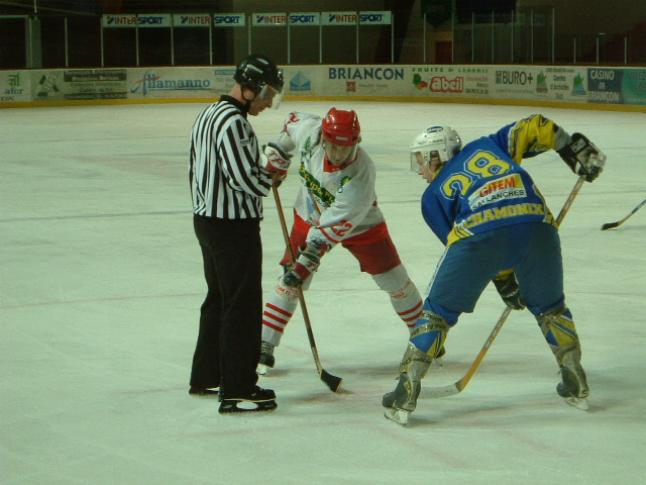
Le centre Martin Filip, son équipier pendant trois saisons

En début de saison 2004-2005, il est recruté par Luciano Basile, entraîneur des Diables rouges de Briançon, qui évoluent en Ligue Magnus, pour pallier la suspension d'un an de Dino Grossi. Le 21 septembre 2004, il joue son premier match de championnat et marque son premier but contre Grenoble. Le 9 octobre, il enregistre sa première assistance contre Mulhouse. Il est alors aligné avec le centre Martin Filip et l'ailier Éric Blais, capitaine de l'équipe. Les Diables Rouges comptent d'autres attaquants talentueux dans leurs rangs, tel Julien Desrosiers, qui termine meilleur buteur de la saison régulière avec trente-et-un buts et du joueur de la LNH Mark Rycroft, recruté pendant le lock-out 2004-2005. En plus du championnat, l'équipe participe à la Coupe de France. Elle élimine successivement les Aigles de Nice, les Lynx de Valence et les Avalanches du Mont-Blanc en quart de finale avec un but du slovène. Lors de la demi-finale disputée à la Patinoire René Froger, ils éliminent les Scorpions de Mulhouse et leur attaquant vedette Steven Reinprecht 4-3 avec un but victorieux du numéro 9, Terglav. Lors de la finale disputée à Méribel, les Hauts-Alpins s'inclinent ce même score face aux Dragons de Rouen. Kimmo Salminen inscrit le but de la victoire à moins de deux minutes de la fin du temps réglementaire sur un tir de pénalité, son deuxième de la soirée. En février 2005, la Slovénie termine troisième du groupe B lors du tour qualificatif pour les Jeux olympiques d'hiver de 2006. Terglav est aligné avec Boris Pretnar et Tomo Hafner. La Lettonie gagne sa place pour Turin. Briançon se classe cinquième de la saison régulière avant d'être éliminés en quatre matchs lors du quart de finale par les Scorpions de Mulhouse, futurs champions. Terglav marque son plus haut total de buts en saison régulière soit dix-huit buts pour trente quatre points. La saison française terminée, il retourne à Ljubljana pour renforcer l'équipe dans les séries éliminatoires. Mais l'Acroni Jesenice qui a aussi récupéré un joker en la personne d'Ivo Jan remporte la finale contre son rival trois victoires à une. Lors du mondial 2005, l'équipe participe à la poule de relégation. Lors du premier match, Terglav s'illustre en marquant en infériorité numérique le but de la victoire contre le Danemark. Savolainen l'aligne en majorité avec Kontrec. Le centre est soit Jaka Avgustinčič soit Ivo Jan. Avec Kontrec et Jan, il inscrit trois assistances lors de la victoire 6-2 contre l'Autriche pour l'ultime et décisif match. Terglav finit la compétition avec quatre points (un but et trois assistances) en six matchs. La Slovénie première de la poule de relégation se maintient dans l'élite mondiale.
La saison suivante, deux défenseurs Tim Donnelly et Lukáš Frank ne sont pas retenus après leur mise à l'essai lors de la pré-saison au début d'août. Terglav promeut alors son jeune compatriote Jakob Milovanovič également originaire de Kranj afin qu'il rejoigne le club de Briançon. Si son duo avec Filip fait des merveilles, c'est Tomáš Balúch qui prend place à leurs côtés sur la première ligne. Une blessure stoppe sa saison et Mickaël Pérez prend le relais sur la ligne. Mais à son tour, la saison de Terglav est interrompue sur une blessure au genou lors de la demi-finale de Coupe de France contre Angers. Briançon remporte le match 3-2 en prolongation grâce à Gary Lévèque. Terglav voit son équipe échouer une nouvelle fois en finale contre Dijon puis sombrer en quart de finale des séries éliminatoires de Ligue Magnus contre cette même équipe avec une équipe décimée par les blessures. L'attaquant slovène inscrit dix-sept buts et onze assistances en vingt-et-un matchs de championnat. Au cours de la saison, il est sélectionné pour le Match des étoiles de la Ligue Magnus mais doit donc céder sa place au gapençais Jiří Rambousek. Avec cette blessure, il déclare forfait pour le championnat du monde 2006.
Lors de la saison 2006-2007, il devient capitaine de l'équipe à la suite du départ de Jean-François Jodoin. Les Diables rouges sont sortis en demi-finale de Coupe de France par Épinal 4-3 en prolongation et en quart de finale de la Coupe de la Ligue par Grenoble. Terglav égale son plus haut total de buts en saison régulière avec dix-huit buts assortis de vingt-et-une aides. Les Briançonnais terminent troisièmes de la saison régulière de la Ligue Magnus. Lors des demi-finales, elle est battue trois victoires à deux contre le futur vainqueur Grenoble. Lors de la préparation avec sa sélection nationale pour le mondial 2007, il déclare forfait quelques jours avant les mondiaux de Division 1 Groupe B pour cause de problèmes de santé.
En 2007-2008, le départ de Filip sur un choix de l'entraîneur est une déception pour Terglav. Le Slovène permet à son compatriote Mitja Šivic de rejoindre l'équipe. Durant la majeure partie de la saison, Jean-François Dufour et le centre John Christian Ruid sont les partenaires de ligne de Terglav. Lors de la Coupe de France, Strasbourg vient gagner en quart de finale à Briançon 3-2 à l'issue des tirs au but. En Coupe de la Ligue, les Briançonnais éliminent Gap, Grenoble et Morzine-Avoriaz. Lors de la finale, Terglav marque un but mais son équipe s'incline 4-3 en prolongation contre les Dragons de Rouen sur un but de Carl Mallette. Briançon fait longtemps la course en tête lors de la saison régulière du championnat mais cafouille lors des derniers matchs et termine deuxième derrière les Dragons. Le 7 mars 2008, il inscrit six points la moitié de buts contre Tours. Il s'agit de son plus haut total de points, buts et assistances dans un match de Ligue Magnus. Il en compte trente-sept à la fin de la saison régulière. Dès l'entame des séries éliminatoires, les performances décevantes et inégales de Ruid lui font perdre sa place au profit du véloce Šivic. Terglav et ses coéquipiers retrouvent un second souffle et éliminent Tours, puis Grenoble pour atteindre la finale de la Ligue Magnus contre Rouen. Ils s'inclinent en trois matchs secs toujours contre les normands. Terglav est le deuxième pointeur de son équipe avec treize points derrière Šivic, seize. Šivic et Alexandre Rouleau quittent à l'intersaison l'équipe pour Grenoble qui leur propose des contrats que Briançon ne peut leur offrir. Terglav décline le camp d'entraînement de Slovénie pour le championnat du monde 2008 évoquant des raisons familiales.

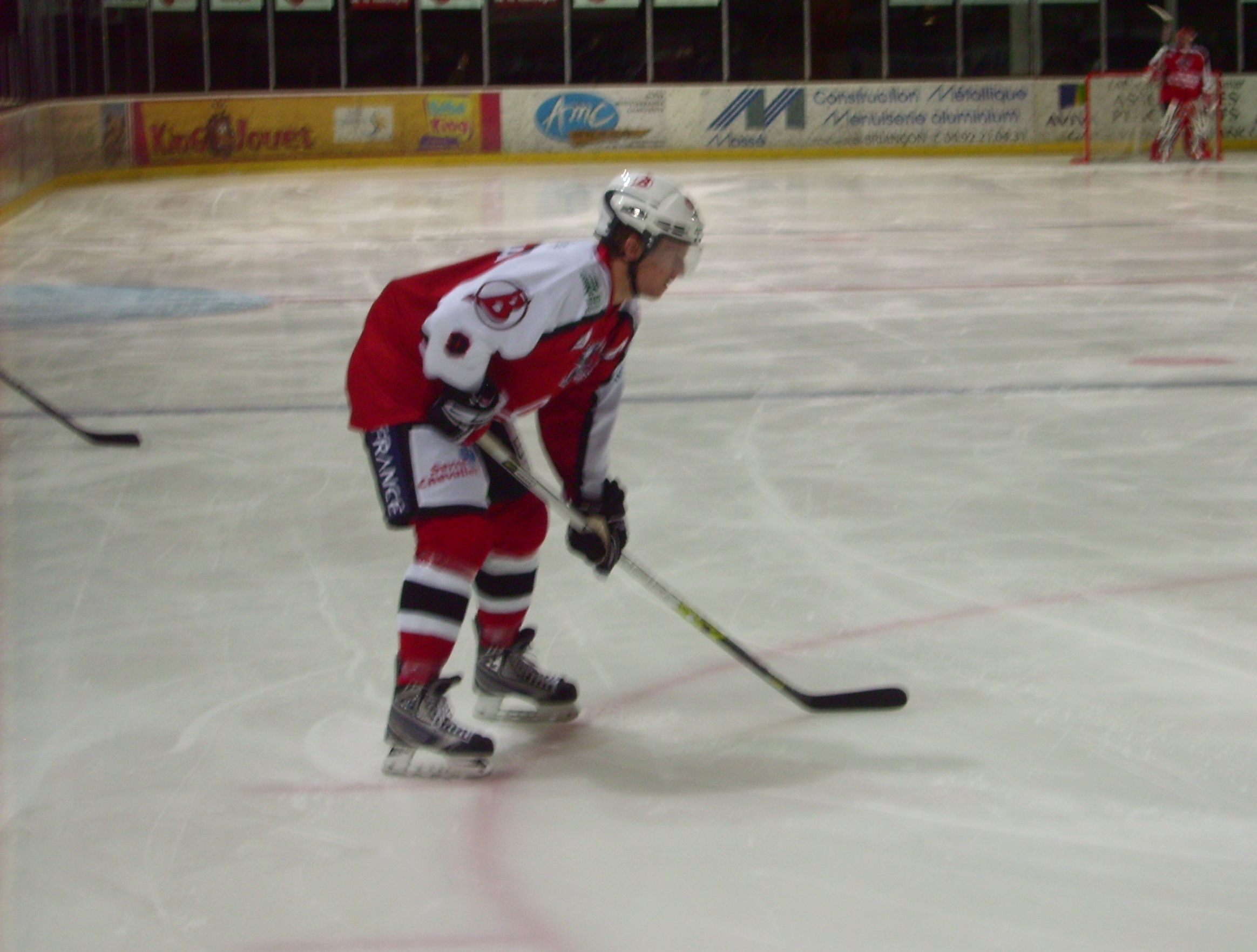
Terglav sous les couleurs briançonnaises.

En 2008, le jeune Karl Gagné occupe le poste de centre entre Terglav et Dufour. Lors de la pré-saison, les Diables rouges, alors en tournée de matchs amicaux à  Bled en Slovénie, reçoivent le renfort d'un attaquant slovène, Jaka Avgustinčič. En attendant de trouver un club, cet ex-coéquipier de Terglav en sélection nationale et à Ljubljana pallie durant trois rencontres les absences de nombres de joueurs briançonnais pour cause de blessures. Fin octobre, une rupture du ligament croisé antérieur du genou gauche met un terme à la saison de Gagné. Il est alors remplacé par l'ailier Dany Roussin dans l'effectif de Luciano Basile. L'international britannique Greg Owen prend alors place au centre de la première ligne d'attaque. L'équipe est battue en seizième de finale de la Coupe de France chez les Ducs de Dijon 3-1. Fin décembre, Terglav touché par une méningite virale quitte ses coéquipiers au cours du match au sommet de la Ligue Magnus contre Grenoble. Les Briançonnais l'emportent 6-2 et conservent la tête du championnat. Le capitaine est conduit à l'hôpital. Deux jours plus tard, il ne peut participer à la finale de Coupe de la Ligue où il voit ses coéquipiers s'incliner 4-3 après prolongation contre ces mêmes grenoblois grâce à un but de Baptiste Amar. Un nouveau sélectionneur John Harrington arrive aux commandes de la Slovénie en 2009 pour le compte du groupe E du tournoi de qualification olympique de Vancouver 2010. Terglav joue au centre de la deuxième ligne avec Ivo Jan et Tomaž Razingar. Il offre deux assistances en trois matchs. À Hanovre, les Lynx terminent derniers après avoir perdus les trois rencontres contre l'Autriche, le Japon et l'unique qualifié, l'Allemagne. De retour au championnat, les Briançonnais, se classent premiers de la saison régulière pour la première fois de leur histoire. Dufour décroche le trophée Charles-Ramsay du meilleur pointeur avec cinquante-huit points. Terglav réalise la saison la plus prolifique de sa carrière en saison régulière de Ligue Magnus avec quarante points dont son plus haut total d'assistances avec vingt-quatre. Il confirme en séries éliminatoires avec quinze points dont cinq buts. Il s'agit du meilleur total de son équipe, le troisième de la ligue après Ludek Broz de Grenoble (un point de plus) et Tomáš Balúch d'Angers. Les Hongrois Márton Vas est le meilleur passeur des rouges avec dix assistances comme Terglav alors que Balázs Ladányi est le meilleur buteur avec six buts. Les rouges barrent la route de Morzine-Avoriaz en trois matchs et affrontent Angers en demi-finale. Les deux équipes sont à égalité deux victoires partout en l'ayant emporté sur leur glace. Lors du cinquième match à la patinoire René Froger, Angers mène 3-0 avant que les diables rouges n'inversent la tendance pour l'emporter 5-3 et se qualifier. Terglav donne trois assistances lors de ce match. En cette fin de saison le centre défensif Timo Seikkula joue avec Dufour et Terglav. Lors de la finale, Briançon gagne le premier match mais perd les trois suivants contre les Brûleurs de Loups. Les grenoblois réalisent un quadruplé historique avec en plus le match des champions et la Coupe de France.
À l'intersaison, après que la venue de son coéquipier Andrej Tavželj n'a pu se faire, il conseille la mise à l'essai du jeune défenseur Maks Selan finalement conservé jusqu'à la fin de la saison. Lévèque et Stéphane Gervais sont les assistants-capitaine de Terglav. Le finlandais Joni Lindlöf, Quentin Pépy et Terglav forment un des quatre trios offensif composé par Basile. Dufour et Milovanovič ont signé à Grenoble qui bat 1-0 les Diables Rouges lors du Match des Champions à Mulhouse. En novembre 2009, au cours d'un tournoi amical de l'Euro Ice Hockey Challenge disputé en Hongrie avec l'équipe de Slovénie, il est nommé assistant-capitaine d'Andrej Tavželj. Rouen, vainqueur de la Coupe de la Ligue, élimine les diables rouges en demi-finale de la compétition. Le 23 janvier 2010, alors il est blessé au genou par une charge du joueur de Morzine-Avoriaz Nicolas Desforges d'Aoust alors qu'il ne possède pas le palet. Une semaine plus tard, les diables rouges affrontent Rouen en finale de la Coupe de France au Palais omnisports de Paris-Bercy et Terglav qui veut jouer est bien présent sur le banc briançonnais le jour J. Luc Tardif Jr. ouvre le score pour les dragons mais Marc-André Bernier égalise et à l'issue des prolongations le score est d'un but partout. Après que le portier Ramón Sopko a arrêté les trois tirs au but adverses, Terglav qui n'a quasiment pas joué du match décide de tenter sa chance. Il s'élance et parvient à déjouer Trevor Koenig. Le 31 janvier 2010, le capitaine Edo Terglav soulève la Coupe de France, premier titre majeur de l'histoire du club. En Ligue Magnus, l'équipe se classe deuxième de la saison régulière derrière Rouen. Terglav marque trente-et-un points. Il en ajoute dix dont la moitié de but lors des séries éliminatoires. François-Pierre Guénette est le meilleur pointeur des diables rouges avec un point supplémentaire. L'équipe élimine Strasbourg en quatre matchs avant de s'incliner en demi-finale trois victoires à deux par les Ducs d'Angers.
À l'intersaison, Tavželj, qui a fini la saison à SG Cortina dans la Serie A, après avoir résilié son contrat à Ljubljana, s'engage avec les rouges. Quelques jours plus tard, deux jeunes slovènes Jaka Ankerst et Luka Tošič, qui ont joué la majeure partie de leur carrière au club de Bled, le HK MK Bled, portent à quatre le nombre de joueurs slovènes dans l'effectif. Mais le recrutement de Basile est terminé lors du mois de juin, d'autres évènements remettent en cause la pérennité du club. La Fédération française de hockey sur glace étudie les dossiers d'engagement les clubs pour la saison à venir. Le club des Diables Rouges, qui a accumulé une dette de 427 000 €, est contraint par la fédération de faire des sacrifices pour conserver sa place dans l'élite. L'ensemble des salaires sont baissés de 15 %. Basile décide de se séparer de l'attaquant Joni Lindlöf et le défenseur Craig Switzer des Wranglers de Las Vegas préfère finalement rester en Amérique du Nord et n'est pas remplacé. Malgré tout, le 26 juillet 2010, le club n'est pas validé en Ligue Magnus par la Commission Nationale de Suivi et de Contrôle de Gestion de la Fédération française de hockey sur glace après avoir refusé de signer les conditions d'admission pour jouer dans la ligue. Il est donc virtuellement rétrogradé en Division 3. Les joueurs sont alors autorisés à chercher un club ailleurs. Le 4 août 2010, le club décide de faire appel de la décision.
La décision de l'appel est rendue le 18 août 2010 : Briançon est validé. La SAEMS des diables rouges s'engage à apurer le passif. L'équipe est autorisée à commencer le championnat si elle paye les amendes dues au dépassement de la masse salariale lors des saisons précédentes. Le club est alors exclu de la Coupe de France 2010-2010 et du match des Champions. Ces évènements ont une conséquence sur l'équipe qui connaît de nombreux transferts de joueurs, dont la non venue de Tavželj, et voit sa pré-saison tronquée. L'équipe est saine et sauve, mais l'effectif s'est rajeunit. Au début de novembre, il écope de deux matchs de suspension fermes et un avec sursis pour un coup de tête sur Vladimír Hiadlovský, le gardien de but de l'Étoile Noire de Strasbourg. L'équipe réalise un beau parcours en Coupe de la Ligue avant de s'incliner en finale contre les Brûleurs de Loups de Grenoble 4-3 en prolongation. Le 4 janvier 2011, il se blesse au genou lors d'un match contre Grenoble. Il est victime d'une nouvelle rupture des ligaments croisés cette fois ci du genou droit. Sa saison est terminée sur un total de quatre buts et onze assistances en douze matchs. Briançon, quatrième de la saison régulière, est sorti trois victoires à une par Amiens en quart de finale.
Terglav est touché au pied lors d'un match amical de pré-saison contre Montpellier au mois d'août 2011. Il manque la première partie de la saison 2011-2012. Le capitaine fait son retour en octobre. En Coupe de la ligue, les Diables Rouges, premiers de la poule D, éliminent ensuite Chamonix puis Rouen pour atteindre la finale de l'épreuve. Le match se dispute sur la glace de Méribel où ils comptent cinq défaites en finale de Coupe de la ligue et de Coupe de France. Après trois échecs à ce stade de la compétition, les Briançonnais l'emportent 4-1 face aux Pingouins de Morzine-Avoriaz et décrochent la première Coupe de la Ligue de leur histoire. Terglav marque le troisième but à Henri-Corentin Buysse. En Coupe de France, les rouges sont sortis 3-2 par Amiens en quart de finale après avoir battu Valence et Gap. L'année 2012 est plus difficile, ils terminent in extremis quatrièmes de la saison régulière de la ligue Magnus. Au complet, ils se font éliminer par Angers, qui comptent cinq blessés, en quart de finale trois victoires à une. Terglav inscrit vingt-cinqt points en saison régulière et zéro lors de la série contre les Ducs. Il manque le dernier match de la série en raison d'une blessure.
Le 18 novembre 2012, son numéro 9 est retiré par les Diables rouges de Briançon et accroché dans la Patinoire René-Froger.

### Carrière d'entraîneur
À l'issue de la saison 2011-2012, il met un terme à sa carrière de joueur et accepte une reconversion au club de Briançon. Il devient entraîneur général du hockey mineur. Il est également nommé entraîneur-adjoint de Luciano Basile et préparateur physique de l'équipe. Il convainc l'attaquant Boštjan Goličič de rejoindre l'effectif 2012-2013. Briançon remporte la Coupe de France 2013.
Les Briançonnais remportent le match des champions 2013 face à Rouen 4-2. Briançon décroche la Coupe Magnus, le trophée récompensant le champion de France, en 2014, pour la première fois de son histoire
Le 29 avril 2014, il est nommé entraîneur chef des Diables rouges pour trois saisons.
Le 7 avril 2015, il signe avec les Brûleurs de Loups de Grenoble après l'échec des Brûleurs en quart de finale de la ligue Magnus. Durant la saison 2016-2017 il égale le record de victoires consécutives en match officiel des Brûleurs de Loups de 18 victoires le 27 décembre 2016. Trois jours plus tard, il bat ce record à l'occasion du Winter Game 2016 en remportant le match 5 à 2 face à Lyon, ainsi que le match suivant de ligue Magnus contre Lyon, avant de perdre contre Gap.

## Trophées et honneurs personnels

### Ligue canadienne de hockey
- 1997: sélectionné par le Drakkar de Baie-Comeau lors du repêchage européen en première position.
- 2000: invité dans l'Équipe Monde pour le Match des étoiles.

### Ligue nationale de hockey
- 1998 : repêché par les Sabres de Buffalo en neuvième ronde, en deux-cent-quarante-neuvième position.

### Ligue Magnus
- 2005-2006 : sélectionné dans l'équipe des meilleurs étrangers pour le Match des étoiles.
- Décembre 2005-Janvier 2006: nommé dans l'équipe type de Hockey Archives[90].
- Septembre 2006: nommé dans l'équipe type de Hockey Archives[91].
- 2006-2007: sélectionné dans l'équipe des meilleurs étrangers pour le Match des étoiles.
- Mars 2008: nommé dans la seconde équipe des séries éliminatoires de Hockey Archives[92].
- 2009-2010 : sélectionné dans l'équipe étoile des joueurs étrangers.

### Euro Ice Hockey Challenge
- Slovénie 2010 : termine meilleur pointeur (quatre points)[93].
- Slovénie 2010 : termine meilleur buteur (deux buts).
- Slovénie 2010 : termine avec le meilleur différentiel plus-moins (+3)[94].

## Statistiques

### En club
| Saison    | Équipe                       | Ligue         |    | Saison régulière | Saison régulière | Saison régulière | Saison régulière | Saison régulière | Saison régulière |   | Séries éliminatoires | Séries éliminatoires | Séries éliminatoires | Séries éliminatoires | Séries éliminatoires | Séries éliminatoires |
| Saison    | Équipe                       | Ligue         | PJ | B                | A                | Pts              | +/-              | Pun              | PJ               | B | A                    | Pts                  | +/-                  | Pun                  |                      |                      |
| 1995-1996 | Lions du lac Saint-Louis     | Midget AAA    | 44 | 6                | 12               | 18               |                  | 20               | 11               | 5 | 3                    | 8                    |                      | ?                    |                      |                      |
| 1996-1997 | Lions du lac Saint-Louis     | Midget AAA    | 44 | 20               | 32               | 52               |                  | 18               | 7                | 1 | 2                    | 3                    |                      | ?                    |                      |                      |
| 1997-1998 | Drakkar de Baie-Comeau       | LHJMQ         | 46 | 17               | 27               | 44               |                  | 40               |                  |   |                      |                      |                      |                      |                      |                      |
| 1998-1999 | Drakkar de Baie-Comeau       | LHJMQ         | 48 | 13               | 16               | 29               |                  | 35               |                  |   |                      |                      |                      |                      |                      |                      |
| 1999-2000 | Rockets de Montréal          | LHJMQ         | 62 | 35               | 38               | 73               | -4               | 37               | 5                | 0 | 1                    | 1                    |                      | 4                    |                      |                      |
| 2000-2001 | Rockets de Montréal          | LHJMQ         | 71 | 32               | 39               | 71               | -24              | 83               |                  |   |                      |                      |                      |                      |                      |                      |
| 2000-2001 | Vipers de Détroit            | LIH           | 1  | 2                | 0                | 2                | +2               | 0                |                  |   |                      |                      |                      |                      |                      |                      |
| 2000-2001 | Chiefs de Johnstown          | ECHL          | 6  | 1                | 0                | 1                | -2               | 0                | 1                | 0 | 0                    | 0                    |                      | 0                    |                      |                      |
| 2001-2002 | Scorpions du Nouveau-Mexique | LCH           | 24 | 1                | 5                | 6                | -8               | 9                |                  |   |                      |                      |                      |                      |                      |                      |
| 2002-2003 | HDD Olimpija Ljubljana       | Interliga     | 16 | 4                | 4                | 8                | +3               | 26               |                  |   |                      |                      |                      |                      |                      |                      |
| 2002-2003 | HDD Olimpija Ljubljana       | Ligue Slovène | 23 | 16               | 21               | 37               |                  | 94               | 5                | 4 | 2                    | 6                    |                      | 2                    |                      |                      |
| 2002-2003 | HDD Olimpija Ljubljana       | CC            | 3  | 0                | 1                | 1                |                  |                  |                  |   |                      |                      |                      |                      |                      |                      |
| 2003-2004 | HDD Olimpija Ljubljana       | Interliga     | 16 | 5                | 7                | 12               |                  | 41               | 4                | 2 | 2                    | 4                    |                      | 2                    |                      |                      |
| 2003-2004 | HDD Olimpija Ljubljana       | Ligue Slovène | 14 | 7                | 7                | 14               |                  | 10               | 4                | 2 | 0                    | 2                    |                      | 4                    |                      |                      |
| 2003-2004 | HDD Olimpija Ljubljana       | CC            |    |                  |                  |                  |                  |                  |                  |   |                      |                      |                      |                      |                      |                      |
| 2004-2005 | Briançon                     | Ligue Magnus  | 28 | 18               | 16               | 34               |                  | 40               | 4                | 0 | 1                    | 1                    |                      | 29                   |                      |                      |
| 2004-2005 | Briançon                     | CdF           | 5  | 2                | 2                | 4                |                  | 2                |                  |   |                      |                      |                      |                      |                      |                      |
| 2004-2005 | HDD Olimpija Ljubljana       | Ligue Slovène |    |                  |                  |                  |                  |                  | 6                | 0 | 3                    | 3                    |                      | 18                   |                      |                      |
| 2005-2006 | Briançon                     | Ligue Magnus  | 21 | 17               | 11               | 28               |                  | 16               |                  |   |                      |                      |                      |                      |                      |                      |
| 2005-2006 | Briançon                     | CdF           | 4  | 1                | 1                | 2                |                  | 8                |                  |   |                      |                      |                      |                      |                      |                      |
| 2006-2007 | Briançon                     | Ligue Magnus  | 25 | 19               | 22               | 41               |                  | 12               | 8                | 1 | 2                    | 3                    |                      | 6                    |                      |                      |
| 2006-2007 | Briançon                     | CdF           | 3  | 1                | 1                | 2                |                  | 2                |                  |   |                      |                      |                      |                      |                      |                      |
| 2006-2007 | Briançon                     | CdlL          | 4  | 3                | 4                | 7                |                  | 2                |                  |   |                      |                      |                      |                      |                      |                      |
| 2007-2008 | Briançon                     | Ligue Magnus  | 26 | 15               | 21               | 36               |                  | 22               | 9                | 6 | 7                    | 13                   |                      | 8                    |                      |                      |
| 2007-2008 | Briançon                     | CdF           | 3  | 1                | 1                | 2                |                  | 0                |                  |   |                      |                      |                      |                      |                      |                      |
| 2007-2008 | Briançon                     | CdlL          | 7  | 5                | 8                | 13               |                  | 6                |                  |   |                      |                      |                      |                      |                      |                      |
| 2008-2009 | Briançon                     | Ligue Magnus  | 24 | 16               | 24               | 40               |                  | 28               | 12               | 5 | 10                   | 15                   |                      | 6                    |                      |                      |
| 2008-2009 | Briançon                     | CdF           | 1  | 0                | 0                | 0                |                  | 0                |                  |   |                      |                      |                      |                      |                      |                      |
| 2008-2009 | Briançon                     | CdlL          | 10 | 5                | 6                | 11               |                  | 20               |                  |   |                      |                      |                      |                      |                      |                      |
| 2009      | Briançon                     | MdC           | 1  | 0                | 0                | 0                | 0                | 0                |                  |   |                      |                      |                      |                      |                      |                      |
| 2009-2010 | Briançon                     | Ligue Magnus  | 20 | 11               | 20               | 31               |                  | 10               | 9                | 5 | 5                    | 10                   |                      | 4                    |                      |                      |
| 2009-2010 | Briançon                     | CdF           | 5  | 3                | 3                | 6                |                  | 0                |                  |   |                      |                      |                      |                      |                      |                      |
| 2009-2010 | Briançon                     | CdlL          | 6  | 4                | 5                | 9                |                  | 4                |                  |   |                      |                      |                      |                      |                      |                      |
| 2010-2011 | Briançon                     | Ligue Magnus  | 12 | 4                | 11               | 15               |                  | 33               |                  |   |                      |                      |                      |                      |                      |                      |
| 2010-2011 | Briançon                     | CdlL          | 6  | 1                | 6                | 7                |                  | 4                | 4                | 2 | 2                    | 4                    |                      | 0                    |                      |                      |
| 2011-2012 | Briançon                     | Ligue Magnus  | 21 | 10               | 15               | 25               |                  | 4                | 3                | 0 | 0                    | 0                    |                      | 0                    |                      |                      |
| 2011-2012 | Briançon                     | CdF           | 3  | 1                | 2                | 3                |                  | 4                | -                | - | -                    | -                    | -                    | -                    |                      |                      |
| 2011-2012 | Briançon                     | CdlL          | 1  | 0                | 1                | 1                |                  | 0                | 5                | 2 | 1                    | 3                    |                      | 0                    |                      |                      |

### En équipe nationale
| Année | Évènement                     |   | PJ | B | A | Pts | +/- | Pun                                                         |  | Résultat |
| 2000  | Championnat du monde junior   | 4 | 2  | 2 | 4 | +1  | 27  | Médaille d'argent du groupe C                               |  |          |
| 2002  | Championnat du monde          | 6 | 0  | 0 | 0 | 0   | 27  | Treizième place de l'élite                                  |  |          |
| 2003  | Championnat du monde          | 6 | 0  | 0 | 0 | -5  | 4   | Quinzième place de l'élite                                  |  |          |
| 2004  | Championnat du monde          | 5 | 1  | 2 | 3 | +3  | 0   | Médaille d'or de la division 1, groupe B                    |  |          |
| 2005  | Qualification Olympique       | 3 | 0  | 0 | 0 | -1  | 4   | Troisième place sur quatre du groupe B du tour qualificatif |  |          |
| 2005  | Championnat du monde          | 6 | 1  | 3 | 4 | -2  | 6   | Treizième place de l'élite                                  |  |          |
| 2009  | Qualification Jeux olympiques | 3 | 0  | 2 | 2 | 0   | 0   | Quatrième place sur quatre du groupe E                      |  |          |